# TÜLOMSAŞ
TÜLOMSAŞ (тур. Türkiye Lokomotif ve Motor Sanayi Anonim Şirketi) — найбільша турецька інжинірингова компанія, яка спеціалізується на виробництві залізничних транспортних засобів і їхніх спеціалізованих пристосувань для Турецької залізниці. Головний офіс знаходиться в місті Ескішехір.

## Історія
Будівництво Анатолійської залізниці в 1892 році дало Ескішехіру перше залізничне сполучення, за яким, згодом було розпочате будівництво нових маршрутів. А сама компанія TÜLOMSAŞ була заснована в 1894 році Німецькою Імперією під назвою «Анатолійсько-Османська залізнична компанія» задля задоволення потреб у парових локомотивах та пасажирських і вантажних вагонах на залізничній лінії Берлін-Багдад. Вона в тому числі займалася ремонтом і технічним обслуговуванням відповідної залізничної лінії.

Цех компанії TÜLOMSAŞ (1896 р.)

Під час Турецької війни за незалежність 1919-1922 років Ескішехір і його залізнична компанія були окуповані англійцями, а вже після їх звільнення національними силами Кува-й Міллі в 1920 році завод був перейменований в «Локомотивну кельню Ескішехіру» (тур. Eskişehir Cer Atölyesi). З 1923 року завод також виробляв власні парові котли та інші сталеві конструкції для залізничних потреб, які раніше доводилося замовляти з-за кордону.
Під час Другої світової війни завод знаходиться у відносному запустінні, викликаному фінансовими проблемами та виробничими застоями через загальну військову мобілізацію у Туреччині. Однак, після її завершення у компанії почалося бурхливе зростання. Зокрема через збільшення потреб в енергії по сусідству була побудована електростанція, яка стала забезпечувати електроенергією як саму компанію, так і деякі райони міста.
Після другої світової війни компанія TÜLOMSAŞ почала активне виробництво техніки. У 1957 були побудовані два невеликих паровози для паркової залізниці. А в 1958 році компанія була знову перейменована і стала називатися «Залізничний завод Ескішехіру» (тур. Eskişehir Demiryolu Fabrikası).

У 1961 році компанія завершила будівництво першого повноцінного паровоза, спеціалізованого під європейську колію і здатного розвивати швидкість до 70 км/год — поїзд отримав назву «Karakurt». Одночасно з будівництвом локомотива компанія створила модель першого турецького автомобіля, який отримав назву «Devrim» і почала його серійне виробництво.

Цех компанії TÜLOMSAŞ (1919 р.)

З 1968 року компанія почала виробництво тепловозів, яке спочатку відбувалося за ліцензією німецької компанії Maschinenbau Kiel. А вже в 1970 році назва компанії знову змінилося.
Тепер вона стала називатися «Організація локомотивної й моторної промисловості Ескішехіру» (тур. Eskişehir Lokomotif ve Motor Sanayii Müessesesi).
У 1986 році завод був перетворений на акціонерне товариство згідно з турецьким законодавством, а його материнською компанією виступила державна компанія Турецька залізниця, після чого він отримав свою нинішню назву «Товариство з обмеженою відповідальністю Турецькі локомотиви та автомобільна промисловість» (тур. Türkiye Lokomotif ve Motor Sanayii A.Ş) у наступні роки технологічний обмін здійснювався шляхом укладання ліцензійних угод з американськими, японськими та французькими компаніями. Перший турецький дизельний тепловоз TCDD DH 7000 зроблений власними силами був випущений в 1994 році.

## Продукти та послуги
Основним бізнесом компанії є виробництво та експлуатація залізничних транспортних засобів і їх обслуговування. В основному виготовлення відбувається за ліцензіями американських і японських компаній, однак з 1990-х років виготовляються також і власні моделі залізничного рухомого складу.
Компанія також виробляє дизельні та електричні двигуни для різного призначення.